# Эван Всемогущий
«Э́ван Всемогу́щий» (англ. Evan Almighty) — американская комедия 2007 года, снятая режиссёром Томом Шэдьяком. Спин-офф комедии 2003 года «Брюс Всемогущий».
В начале лета 2007 года фильм был номинирован на премию канала «MTV» в категории «Лучший фильм лета, которого вы ещё не видели».
Теглайн фильма: «Дизайн от Бога. Воплощение… от Него?!»

## Сюжет
Эван Бакстер, которого Брюс Нолан (главный герой фильма Брюс Всемогущий) заставил нести всякую чушь в прямом эфире, уходит с телевидения, где он работал ведущим новостей. Эван избран в Конгресс США и страстно хочет влиться в политическую элиту. С этой целью он покупает «Хаммер» и переселяется с семьёй в престижный посёлок в пригороде Вашингтона. Неожиданно Эван получает набор инструментов и штабель досок. Через некоторое время появляется и сам отправитель. Им оказывается Бог. Господь приказывает Эвану построить ковчег, так как скоро грядёт потоп. После неудачных попыток избежать Божьего поручения Эван смиряется со своей участью и начинает строительство в окружении сотен животных. Несмотря на давление коллег и насмешки зевак, называющих его «новым Ноем» и «Эваном-бородилой» (кроме ковчега, Бог настаивал на определённом внешнем виде своего ученика, включая бороду, впоследствии седую, и «балахон»), Эвану и его семье удаётся завершить строительство в срок. В назначенный Богом день проходит небольшой дождь, что вызывает новую волну насмешек, к этому добавляется постановление о сносе ковчега как незаконного объекта. В тот момент, когда тяжёлая техника готова снести корабль, вода прорывает плотину и, сметая всё на своём пути, обрушивается на долину. Увидев смертоносный поток, все люди, находящиеся возле ковчега, устремляются в него. Мощная волна поднимает корабль и несёт его, сметая все преграды, к зданию Капитолия. Причалив, Эван в окружении спасённых им людей и зверей выходит к поражённым политикам. В конце фильма Эван привёл свою семью на пикник и поговорил с Господом с глазу на глаз. Он понял своё предназначение и отпускает белую птицу с веточкой в клюве, символизирующую мир и согласие.

## В ролях
- Стив Карелл — Эван Бакстер
- Морган Фриман — Бог
- Лорен Грэм — Джоан Бакстер
- Джонни Симмонс — Дилан Бакстер
- Грэм Филлипс — Джордан Бакстер
- Джимми Беннетт — Райан Бакстер
- Джон Гудмен — конгрессмен Лонг
- Ванда Сайкс — Рита
- Джон Майкл Хиггинс — Марти
- Джона Хилл — Юджин Тенанбаум
- Молли Шэннон — Ив Адамс
- Эд Хелмс — репортёр 29 канала

## Прокат
В Казахстане, России и Украине фильм вышел в прокат 21 июня 2007 года, в США и Канаде — 22 июня 2007 года, в Бразилии, Ирландии и Мексике — 3 августа 2007 года, в Венесуэле и Турции — 17 августа 2007 года. 